# Robert Chapuis (homme politique)
Robert Chapuis, né le 7 mai 1933 à Paris, est un homme politique français qui fut député de l'Ardèche de 1981 à 1988, maire du Teil de 1983 à 2001 et Secrétaire d'État, au ministère de l'Éducation nationale de 1988 à 1991.

## Biographie

### Origines et débuts professionnels
Né le 7 mai 1933 à Paris dans le 9e arrondissement, Robert Chapuis est le fils unique d'Eugène Chapuis (dirigeant d'entreprise) et de sa deuxième épouse Laure Guillaume qui fut candidate sur une liste MRP à Paris en 1945. Il fait ses études à l'école Rocroy-Saint-Léon et il commence à enseigner au lycée Louis-le-Grand. Il est vice-président de l'UNEF chargé de l'Outre-Mer de 1955 à avril 1956. Comme ancien responsable de la JEC, il joue un grand rôle dans le tournant anti-colonial de l'UNEF: avec François Borella, Jacques Julliard et Michel de La Fournière il participe à l'organisation de la conférence nationale étudiante pour une solution au problème algérien en juillet 1956 qui inspirera les négociations des Accords d'Évian. De retour en métropole, Chapuis passe et réussit un CAPES en lettres classiques et il part enseigner au lycée de Gisors, Nanterre, lycée Buffon et enfin lycée Rodin de 1975 jusqu'à son élection à la députation en 1981. 
C'est dans l'enseignement qu'il poursuit son engagement. Il est très actif au sein du groupe "Enseignement 70" qui a vocation à contribuer à une rénovation pédagogique profonde, et dont une partie notable des orientations sont reprises par le courant "moderniste", notamment lors du Colloque d'Amiens de 1968. Il est aussi un militant syndical, au sein du SNES. En 1969, même s'il n'apparaît pas au tout premier plan, il est, avec Guy Coq et Jean-Claude Guérin, à l'origine de la création d'une nouvelle tendance dans la FEN, appelée "rénovation syndicale" et qui rassemble essentiellement des militants membres ou proche du PSU, qui rejoindront ensuite presque tous le SGEN dans les années 1970.
Robert Chapuis se marie deux fois, d'abord avec Odile Bellart de 1959 à 1991 puis en 1992 avec Violette Bousquet.

### Entrée au Parti socialiste unifié
Il adhère au Parti socialiste unifié (PSU) en 1964.
C'est grâce à son amitié avec Michel Rocard que Chapuis rejoint ce petit parti politique et c'est son ami Rocard qui va le pousser à entrer dans le jeu politique. Il est investi par son parti lors des législatives de mars 1967 dans le 14e arrondissement de Paris où il arrive en cinquième position avec 8,27 % des voix. De nouveau candidat en juin 1968 à la suite de la dissolution de l'Assemblée par le général de Gaulle et obtient le score de 12,5 % (meilleur score du PSU en 1968) dans la 11e circonscription de Paris. Au fil des années, Chapuis devient l'un des hommes de confiance de Michel Rocard et c'est tout naturellement qu'il est candidat aux législatives de 1973 dans le XIVe arrondissement où il est nouveau battu avec 6,01 % des suffrages alors que Rocard est élu dans les Yvelines. Le 26 novembre 1973, il succède à son ami Michel Rocard au poste de secrétaire national du parti. À la tête du PSU, Chapuis soutient la candidature de François Mitterrand à l'Élection présidentielle de 1974 où Mitterrand est battu par Valéry Giscard d'Estaing mais quelques mois plus tard le 6 octobre 1974 à Orléans, Robert Chapuis et le bureau politique sont mis en minorité par les délégués du parti et il est contraint de démissionner avec les membres du bureau. Participant aux Assises socialistes, il prend la décision avec Michel Rocard de quitter le PSU pour le Parti socialiste et c'est ainsi qu'il laisse la direction du PSU à Michel Mousel le 14 décembre 1974.

### Une carrière au sein du Parti socialiste (1974-1991)
Le voici désormais membre du PS, mais il doit faire face à son étiquette de nouveau puis Chapuis participe au Congrès de Pau en janvier 1975 où il devient délégué national du parti chargé des questions énergétiques. Durant l'été, Robert Chapuis se rend en Ardèche pour participer à une fête de la rose et il fait la rencontre du secrétaire départemental Marius Bouchon qui lui fait comprendre qu'une candidature de sa part pour les prochaines législatives est une possibilité. C'est ainsi que Chapuis décide de s'implanter dans ce département rural fief du centre-droit et il obtiendra l'investiture des socialistes ardéchois pour les élections législatives de mars 1978 où il fait face au député giscardien sortant Pierre Cornet (élu depuis 1967) qui est bien implanté malgré la forte présence du Parti communiste dans la vallée du Rhône. Mais au soir du premier tour, il arrive en troisième position avec 20,39 % derrière l'ancien député PCF Henri Chaze et Cornet qui est en tête avec 30,14 %. Robert Chapuis se désiste en faveur de Chaze qui sera battu par Pierre Cornet qui obtiendra 51,41 % contre 48,59 % pour le candidat communiste. Malgré cet échec, Chapuis continue son travail politique qui sera satisfaisant par le basculement du conseil général de l'Ardèche par 1 voix de majorité mais cela n’empêchera pas Henri Torre de prendre la présidence du département. L'élection de Mitterrand en mai 1981 fait de lui un ministrable et le retrait de Pierre Cornet lors des législatives de juin 81 lui permet d'être élu député de la 1re circonscription de l'Ardèche au second tour avec 56,75 % des voix contre 43,25 % pour son adversaire UDF Jean-François Michel.
En 1983, il fut l'instigateur d'une proposition de loi sur la création d'un office parlementaire d'évaluation des choix scientifiques et technologiques et de cette année à 1986, il aura comme attaché parlementaire Manuel Valls (futur Premier ministre). Souhaitant trouver un ancrage local, il décide de se présenter aux municipales de 1983 au Teil (ancien fief communiste) où la ville est dirigée par l'UDF Étienne Bénistant, Robert Chapuis sera élu au deuxième tour maire du Teil avec 60,51 % contre 39,49 % pour la liste Bénistant. Tête de liste pour les législatives du 16 mars 1986, il est réélu député et c'est ainsi que durant la période 1986-1988, il sera aux côtés de Michel Rocard pour la préparation de la présidentielle de 1988 mais la candidature de François Mitterrand prive Rocard d'une nouvelle tentative et Mitterrand sera réélu avec 54,02 % contre Jacques Chirac. Le 10 mai 1988, Michel Rocard est nommé Premier ministre et Robert Chapuis fait son entrée au gouvernement comme Secrétaire d'État, au ministère de l'Éducation Nationale sous la tutelle de Lionel Jospin. 
Réélu dans la 1re circonscription de l'Ardèche avec 54,53 % contre le RPR Georges Chagounoff, Chapuis laisse son siège de député à son suppléant Claude Laréal (maire de La Voulte-sur-Rhône) afin de rester au gouvernement. Comme secrétaire d'état, Robert Chapuis joue un rôle dans la Loi d'orientation en juillet 1989 et la même année, il est brillamment réélu à la mairie du Teil avec 65 % mais le Congrès de Rennes en 1990 marque de profondes dissensions au sein du PS. Le 15 mai 1991, Michel Rocard est contraint de démissionner par François Mitterrand et c'est ainsi que Robert Chapuis quitte le gouvernement.

### Fin de carrière (1992-2004)
Investi par les militants PS du canton de Viviers pour les cantonales de mars 1992, Chapuis doit faire face à la candidature du maire de Viviers et ancien conseiller général Christian Lavis qui quitte le Parti socialiste afin de se présenter face au maire du Teil. Lavis sera élu au second tour avec 57,26 % des voix contre 42,74 % pour Robert Chapuis qui est juste majoritaire dans sa ville, son échec et celui de Laréal dans le canton de La Voulte-sur-Rhône annoncent des législatives difficiles pour les socialistes en Ardèche. Le 28 mars 1993, il est battu par Amédée Imbert (maire de Privas) lors des élections législatives qui recueille 54,57 % des suffrages contre 45,43 % pour Chapuis mais à l’automne 1993, il doit faire face à une fronde à la mairie du Teil menée par son premier adjoint Paul Allemand et une partie des conseillers municipaux, Chapuis remet son mandat en jeu et les conseillers le reconduisent dans ses fonctions. Président du comité de soutien de Lionel Jospin pour la présidentielle de 1995 en Ardèche où le candidat socialiste frôle les 49 %. 
Réélu maire du Teil le 11 juin 1995 face aux deux autres listes dont une menée par son ancien premier adjoint et son ancien directeur de cabinet qui parviennent à obtenir l'annulation de l'élection et la liste de Robert Chapuis sera de nouveau confirmée par les Teillois le 11 février 1996 avec près de 63 % des voix contre la liste Allemand. Souhaitant être candidat lors des législatives prévue pour 1998, il se voit perdre l'investiture face à son ancien assistant Pascal Terrasse qui deviendra député en 1997, mais l'année suivante, Chapuis est élu au conseil général pour le canton de Viviers et il deviendra vice-président dans la majorité dirigée par Michel Teston. Il est l'un des fondateurs de la Communauté de communes Rhône Helvie en 2000 et il en sera le premier président, lors des municipale de mars 2001, il décide de ne pas se représenter à la mairie du Teil, mais son premier adjoint Pierre Soulier sera battu par l'UDF Christian Lavis qui fait basculer la mairie à droite. Robert Chapuis se retire peu à peu de la scène politique en ne se représentant pas aux cantonales de 2004 et sa dernière action fut son soutien à Martine Aubry lors de la primaire socialiste de 2011.

## Détail des fonctions et des mandats
- 21 juin 1981 - 29 juillet 1988 : Député de la 1re circonscription de l'Ardèche
- 18 mars 1983 - 24 mars 2001 : Maire du Teil
- 22 mars 1992 - 15 mars 1998 : Conseiller régional
- 22 mars 1998 - 28 mars 2004 : Conseiller général du canton de Viviers
- 3 avril 1998 - 28 mars 2004 : vice-président du conseil général de l'Ardèche